# Universitatea Tehnică Regală

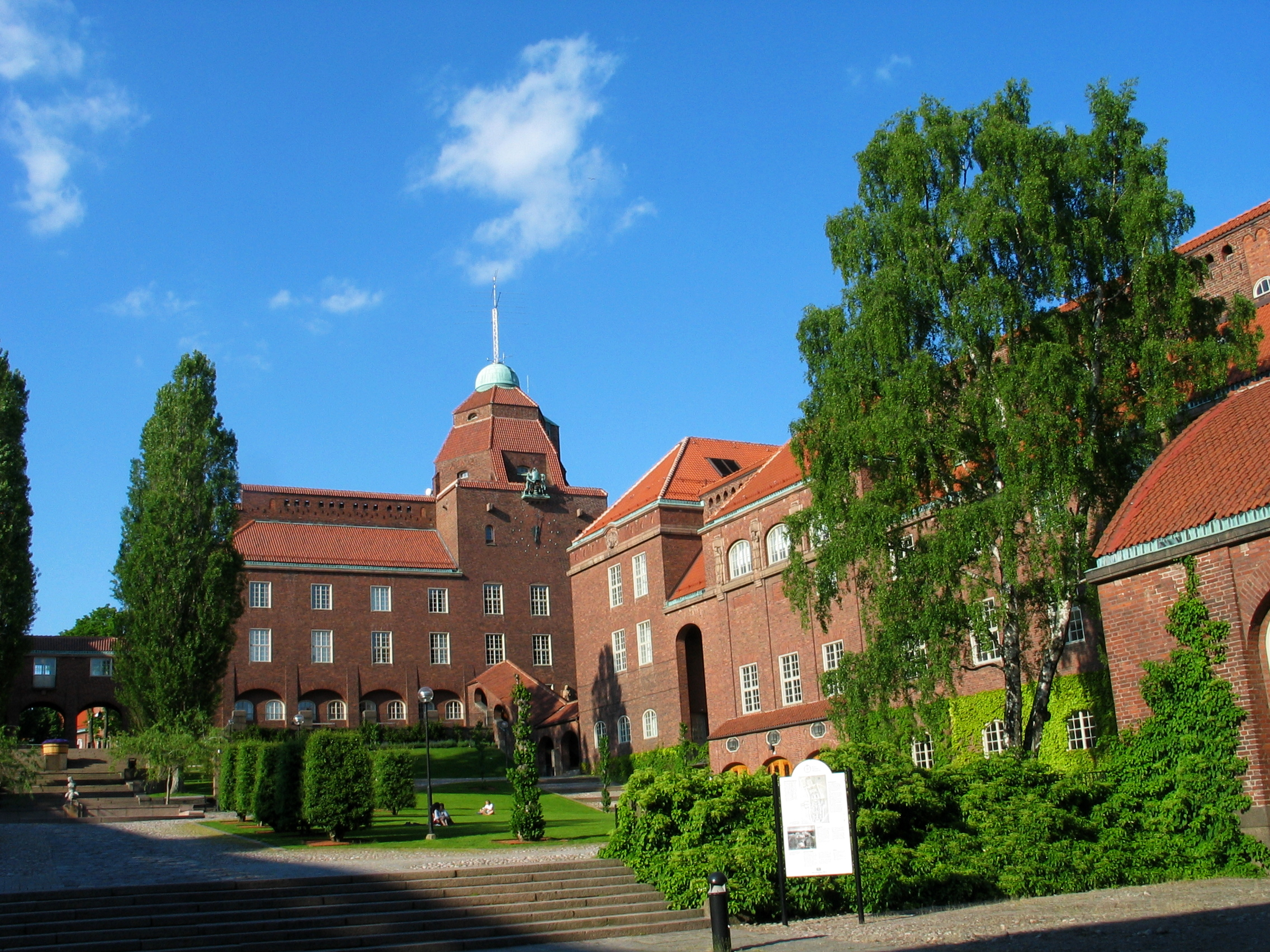
Universitatea Tehnica Regala, Stockholm

Universitatea Tehnică Regală (cunoscută mai adesea sub acronimul KTH, de la denumirea suedeză Kungliga Tekniska högskolan, în engleză Royal Institute of Technology) din Stockholm, fondată în 1827, reprezintă o treime din capacitatea educativă și de cercetare la nivel universitar în inginerie și tehnologie a Suediei.